# 上條有司
上條有司（かみじょう ゆうじ，1986年4月7日—）是日本男子競速滑冰運動員。代表日本參加2014年冬季奧運500公尺項目，結果獲得第20名。他也參加了2014年世界短距離競速滑冰錦標賽。